# Parafia św. Katarzyny w Piotrowicach
Parafia św. Katarzyny w Piotrowicach – rzymskokatolicka parafia znajdująca się w dekanacie Kąty Wrocławskie w archidiecezji wrocławskiej. Erygowana w XIV wieku. Jej główną świątynią jest zabytkowy, XV wieczny kościół św. Katarzyny Panny i Męczennicy.
Obsługiwana przez księży archidiecezjalnych. Proboszczem parafii jest ks. Grzegorz Pazdro.

## Parafialne księgi metrykalne
| Księgi metrykalne | Okres ewidencji |
| ----------------- | --------------- |
| chrztów           | 1723–1765 1946– |
| ślubów            | 1708–1725 1946– |
| zgonów            | 1708–1759 1946– |